# Айала, Аллан
Аллан Гильермо Айала Асеведо (исп. Allan Guillermo Ayala Acevedo; род. 8 июля 1986, Гватемала) — гватемальский легкоатлет, специалист по барьерному бегу и спринту. Выступал на профессиональном уровне в 2003—2011 годах, трёхкратный чемпион Центральной Америки, действующий рекордсмен страны в беге на 400 метров с барьерами, участник чемпионата мира в Осаке.

## Биография
Аллан Айала родился 8 июля 1986 года в городе Гватемала.
Впервые заявил о себе в лёгкой атлетике на международном уровне в сезоне 2003 года, когда вошёл в состав гватемальской сборной и выступил на юниорском первенстве Центральной Америки в Сан-Хосе, где в зачёте бега на 400 метров с барьерами выиграл бронзовую медаль.
В 2004 году на юниорском центральноамериканском первенстве в Сан-Хосе вместе с соотечественниками одержал победу в эстафете 4×400 метров.
В 2005 году уже на взрослом чемпионате Центральной Америки в Сан-Хосе завоевал бронзовые награды в эстафетах 4×100 и 4×400 метров.
В 2006 году в 400-метровом барьерном беге одержал победу на чемпионате Гватемалы, стартовал на молодёжном первенстве NACAC в Санто-Доминго.
На чемпионате Центральной Америки 2007 года в Сан-Хосе четырежды поднимался на пьедестал почёта: взял бронзу в беге на 110 метров с барьерами, получил серебро на дистанции 400 метров и 400 метров с барьерами, победил в эстафете 4×400 метров. Помимо этого, отметился выступлением на чемпионате NACAC в Сан-Сальвадоре, Панамериканских играх в Рио-де-Жанейро, чемпионате мира в Осаке.
В 2008 году на центральноамериканском чемпионате в Сан-Педро-Сула выиграл золотые медали в барьерном беге на 400 метров и в эстафете 4×400 метров, тогда как в эстафете 4×100 метров стал серебряным призёром. Также в барьерах был четвёртым на иберо-американском чемпионате в Икике и на молодёжном первенстве NACAC в Толуке, шестым на чемпионате Центральной Америки и Карибского бассейна в Кали.
На домашнем чемпионате Центральной Америки 2009 года в Гватемале стал серебряным призёром и установил ныне действующий рекорд страны в беге на 400 метров с барьерами — 50,16. При этом на чемпионате Центральной Америки и Карибского бассейна в Гаване в той же дисциплине не смог преодолеть предварительный квалификационный этап.
В 2010 году занял седьмое место на иберо-американском чемпионате в Сан-Фернандо, стартовал на Центральноамериканских и Карибских играх в Маягуэсе.
В 2011 году бежал 400 метров с барьерами на Панамериканских играх в Гвадалахаре — на предварительном квалификационном этапе сошёл с дистанции, не показав никакого результата.